# Luka Nižetić
Luka Nižetić (Split, 12. kolovoza 1983.) je hrvatski pjevač pop-rock izričaja.
Godine 2005. objavio je svoj debi album "Premijera". Najpoznatiji su mu hitovi Ponekad poželim i Proljeće.

## Životopis
Luka je drugo dijete Tamare i Mila. Ima stariju sestru Petru, TV voditeljicu (Po ure torture). Za njega kažu da je bio živo dijete.[nedostaje izvor] Nostalgično je vezan uz splitski kvart Mertojak u kojem je odrastao, a po svemu sudeći Luka i nema namjeru iseliti do daljnjega iz svog grada.[nedostaje izvor]
Kako su Lukini roditelji uvidjeli da Luku okupira jedino glazba, na prvo glazbeno školovanje su ga poslali kod časnih sestara, točnije kod časne Cecilije, kod koje je pohađao satove klavira. Negdje u petom razredu osnovne počeo je odlaziti i na satove pjevanja kod Miše Limića, gdje se po prvi put susreo s osnovama skladanja glazbe.[nedostaje izvor] S opernom divom Sanjom Erceg–Vrekalo je Luka vježbao i usavršavao tehniku pjevanja.
U 17-toj godini Luka je napisao svoju prvu pjesmu, Ludi grade, koju je Zdenko Runjić uvrstio u program Melodija hrvatskog Jadrana 2001., gdje, na sveopće iznenađenje, mladi pjevač osvaja 3 Srebrna galeba za 2. nagradu stručnog ocjenjivačkog suda (za glazbu, tekst i interpretaciju). Nakon toga su uslijedile godine s više i manje zapaženim nastupima na raznim festivalima.
Godina 2004. je prijelomna za mladog splitskog glazbenika, jer potpisuje ugovor s diskografskom kućom Menart, a naredne godine objavljuje debitantski album pod imenom Premijera, s kojeg su skinuti uspješni singlovi Ne krivi me, Tebi pjevam, Ponekad poželim, Proljeće i Meni trebaš ti. Nakon svog drugog nastupa na Dori 2005., na kojoj je predstavio svoju autorsku pjesmu Proljeće, postaje općepoznato glazbeno lice u Hrvatskoj. Slijedi nominacija za diskografsku nagradu Porin u kategoriji za debitanta godine, te nastup na samoj dodjeli nagrada u Osijeku.
S uspjesima nastavlja na Hrvatskom radijskom festivalu 2006. godine, gdje s Lanom Jurčević izvodi skladbu Prava ljubav, koja u vrlo kratkom roku postaje još jednim Lukinim hitom, osvajajući vrhove domaćih top lista. Na Festivalu zabavne glazbe Split 2006. predstavlja pjesmu More, s kojom u prvoj finalnoj večeri osvaja Zlatno jedro (prvu nagradu publike), dok mu je u Superfinalu pripala treća nagrada publike.
Godine 2007. izlazi mu novi album, "Slobodno dišem". Prema sudu radijskih slušatelja, Luka Nižetić i klapa Nostalgija su sa skladbom Samo mi reci da (Ljepotice mala) osvojili nagradu u pop-rock kategoriji na Hrvatskom radijskom festivalu 2007. Krajem iste godine je u paru s Mirjanom Žutić pobijedio u drugoj sezoni TV emisije "Ples sa zvijezdama".
Godine 2008. Luka Nižetić je izdao album "Na tren i zauvijek".
Ponovno nastupa na festivalu Dora 2019. godine gdje je ostvario glazbenu suradnju s autorima Branimirom Mihaljevićem i Marijem Mihaljevićem.
Njihova suradnja rezultirala je pjesmom Brutalero koja bilježi izvanredno 3. mjesto te predstavlja njegov najozbiljniji pokušaj kvalifikacije za pjesmu Eurovizije dosad.
Pjesma je napisana u kombinaciji hrvatskog, španjolskog i talijanskog jezika te je izazvala veliki interes javnosti.
Iste godine snima singl Ludilo brale u kojoj ugošćuje glumca Renea Bitorajca i kolegu glazbenika Miroslava Škoru.
S obzirom na najavu kandidature za predsjednika od strane glazbenika Miroslava Škore, pjesma je postala rado slušani ljetni hit.
Na festivalu Dora 2025. godine bio je kandidat za predstavnika Hrvatske za Euroviziju sa pjesmom »Južina«. U finalu je zadnji predstavljao svoju pjesmu, te po glasovima publike završio na 5. mjestu. Iste godine nastupa na Melodijama Jadrana s novom pjesmom »Kalamari, ćevapi, kajmak, sushi«, ističući se prema mišljenju novinarke Ivane Lulić potpuno drugačijim stilom od ostalih festivalskih pjesama.

## Diskografija

### Studijski albumi
- Premijera (2005.)
- Slobodno dišem (2007.)
- Na tren i zauvijek (2008.)
- Kad zasvira... (2012.)
- Ljubav je mukte (2018.)
- Ludilo brale (2022.)

## Sinkronizacija
- "Juraj i hrabri vitezovi" kao Juraj (2013.)
- "Alpha i Omega" kao Luka (2010.)

## Vanjske poveznice
- Službeni blog  Arhivirana inačica izvorne stranice od 17. prosinca 2008. (Wayback Machine)
- Luka Nižetić: "Za Hrvatsku bez krzna"